# Victor Pavlovich Palamodov
Victor Pavlovich Palamodov (em russo:  Виктор Павлович Паламодов; 1938) é um matemático russo, especialista em análise.
Palamodov obteve o grau de Candidato de Ciências (equivalente ao doutorado) em 1959 na Universidade Estatal de Moscou, orientado por Georgiy Shilov. Lecionou depois na Universidade Estatal de Moscou. Mais tarde lecionou na Universidade de Tel Aviv.
Foi palestrante convidado do Congresso Internacional de Matemáticos em Moscou (1966).

## Publicaç~es selecionadas
- Linear Differential Operators with Constant Coefficients, Grundlehren der mathematischen Wissenschaften, vol. 168, Springer 1970
- Reconstructive Integral Geometry, Birkhäuser 2004